# Shakespeare (U-Boot)
Die Shakespeare (Kennung: P221) war ein U-Boot der britischen Royal Navy im Zweiten Weltkrieg.

## Geschichte
Die Shakespeare (siehe William Shakespeare) war ein Boot des dritten Bauloses der S-Klasse; dieses Baulos wird auch als Seraph-Klasse bezeichnet. Das Boot wurde am 13. November 1940 bei Vickers-Armstrong im nordwestenglischen Barrow-in-Furness auf Kiel gelegt, lief am 8. Dezember 1941 vom Stapel und wurde von der Royal Navy am 10. Juli 1942 in Dienst gestellt. Die Royal Navy setzte das Boot im Mittelmeer und im Pazifikkrieg ein. Kommandanten des U-Bootes waren Lt. M.F.R. Ainslie und später Lt. David Swanston.
Am 13. Mai 1943 versenkte die Shakespeare vor der nordöstlichen Küste Sardiniens bei 41° 17′ N, 10° 26′ O die italienischen Segelschiffe Sant’ Anna M. (156 BRT) und Adelina (80 BRT) mit dem Deckgeschütz. Am 6. August 1943 griff das U-Boot bei der süditalienischen Insel Ustica ein als Leichten Kreuzer aufgefasstes Ziel erfolglos mit drei Torpedos an. Die Shakespeare torpedierte und versenkte am 7. September 1943 südlich von Salerno bei 40° 15′ N, 14° 30′ O das italienische U-Boot Velella. Im November und Dezember 1943 wurden vor der Dodekanesinsel Kos zwei Segelschiffe versenkt.
Nachdem das U-Boot auf den pazifischen Kriegsschauplatz befohlen worden war, versenkte es am 31. Dezember 1944 östlich von Port Blair (Andamanen und Nikobaren) bei 11° 40′ N, 93° 15′ O den japanischen Frachter Unryu Maru (2515 BRT) mit Torpedos. Am 3. Januar 1945 lieferten sich die Shakespeare und der japanische Hilfsminensucher Wa 1 bei den Nikobaren ein schweres Artillerieduell. Beide Schiffe wurden erheblich beschädigt. Das britische U-Boot konnte zwar entkommen, wurde aber als Totalverlust abgeschrieben.
Das schwer beschädigte U-Boot wurde am 14. Juli 1946 zur Verschrottung verkauft.